# 380公釐45倍徑1935年式主砲
380公釐45倍徑1935年式主砲（法語：380mm/45 Modèle 1935）是法国製造的的重型艦炮，同時是法國海軍使用過最大口径海军砲。其主要用於黎塞留级战列舰黎胥留號與讓·巴爾號上，法國在被德軍佔領前共生產21門，但其中7門在投降後被德軍取得。在黎塞留级退役後，有3門380公釐45倍徑1935年式主砲被保留下來，其中2門火砲展示在布雷斯特光复桥旁及海軍士官學校內，另外1門則在加夫雷。

## 概述
380公釐45倍徑1935年式主砲屬於筒緊炮身，其用於黎塞留级战列舰黎胥留號與讓·巴爾號上。法國設計人員將此火炮以四聯裝方式設置在2座主砲塔內，而這2座主砲塔則全配置在前甲板。考慮到華盛頓海軍條約的噸位限制，主砲塔的裝甲重量有適度減輕。
黎希留級上的380公釐45倍徑1935年式主砲使用380（15英寸）口徑被帽半穿甲弹（在法國登記為Obus de Perforation ，OPf），該砲彈是以敦刻爾克級使用的330（13英寸）口徑1935式穿甲弹進一步研發而來。380（15英寸）口徑砲彈長1.905（6.25英尺），重884（1,949磅）。不過在最初時期，沒有380（15英寸）口徑類型的高爆彈可供380公釐45倍徑1935年式主砲使用。這問題直到1944年後，才從英國製造商訂購專門的380公釐高爆彈，該砲彈在戰後法國彈藥庫存登記為380公釐OEA 1945年型。
第二次世界大戰期間，法國共生產21門380公釐45倍徑1935年式主砲，但德軍在占領法國後取得其中7門，在這當中有3門被帶往挪威。德軍計劃將此砲以單聯裝方式岸置在C/39型射擊裝甲平台上，並用於挪威瓦達森（Vardaasen）地區的岸防設施，但在準備投入使用前戰爭就結束了。所有被運往挪威的火炮在1949年時被運回法國，並在呂埃爾（Ruelle）將其翻新。
其中2門火砲在布雷斯特兵工廠旁光复桥下及海軍士官學校展示，在海軍士官學校榮譽室內還保存2發380公釐口徑砲彈及炮栓；第3門火砲則保留在洛里昂附近的加夫雷。

## 圖片集

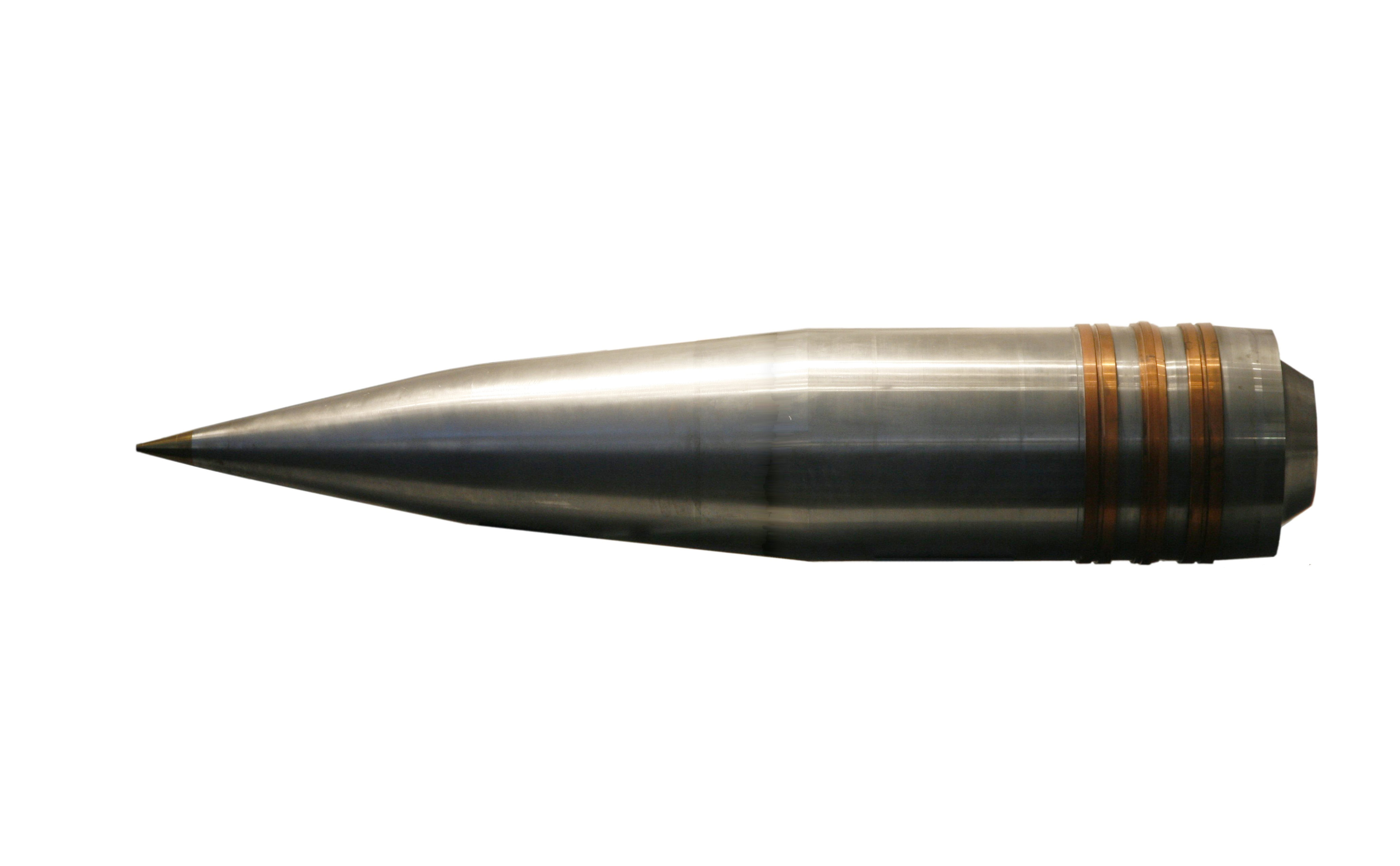
其中1發展示於巴黎國立海洋博物館的380公釐口徑砲彈。
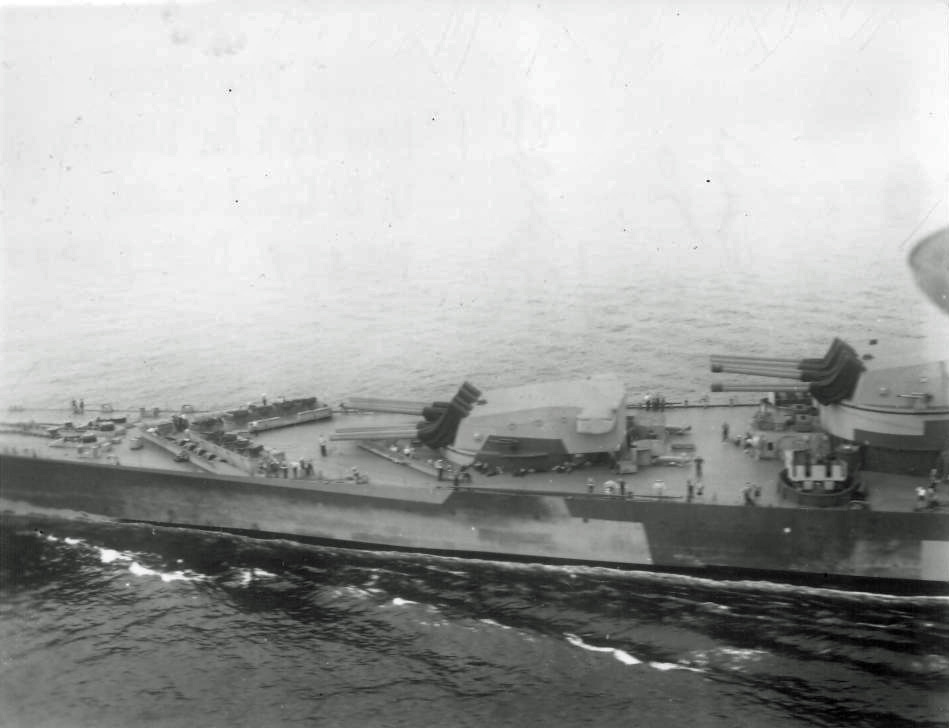
位於黎胥留號戰列艦上的380公釐45倍徑1935年式主砲。
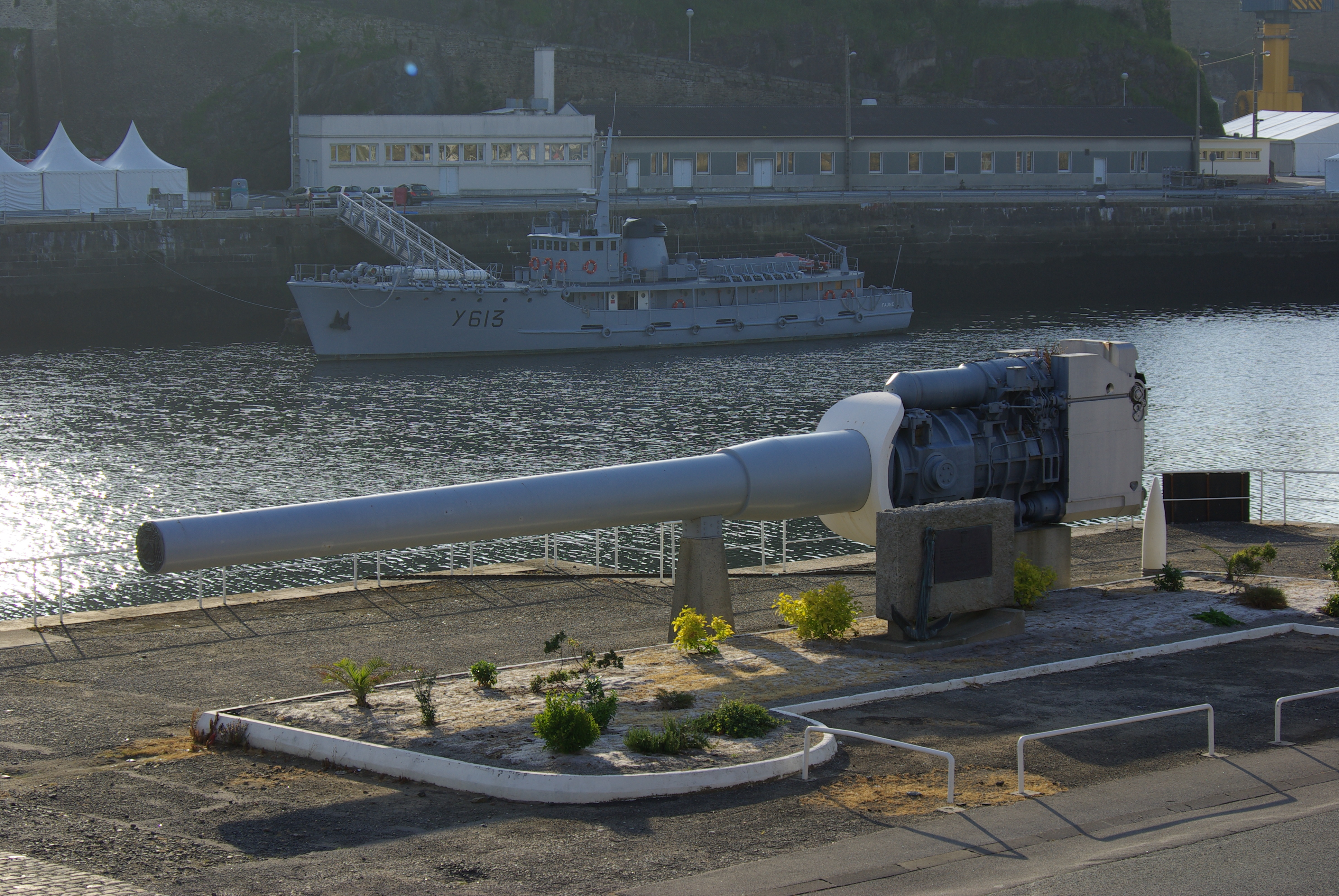
其中1門自黎胥留號拆卸下來的380公釐45倍徑1935年式主砲，目前正展示於布雷斯特潘費特河旁。

## 外部連結
- PIECES LOURDES : 240 et plus.（页面存档备份，存于）（英文）
- NavWeaps.  French 380 mm/45 (14.96") Model 1935.（页面存档备份，存于）（英文）